# Psilopa loewi
Psilopa loewi är en tvåvingeart som beskrevs av Wayne N. Mathis och Tadeusz Zatwarnicki 2004. Psilopa loewi ingår i släktet Psilopa och familjen vattenflugor. Inga underarter finns listade i Catalogue of Life.